# Guibemantis wattersoni
A Guibemantis wattersoni  a kétéltűek (Amphibia) osztályába és  a békák (Anura) rendjébe aranybékafélék (Mantellidae) családjába tartozó faj. 

## Előfordulása
Madagaszkár endemikus faja. A sziget délkeleti részén,  a tengerszinttől 840 m-es tengerszint feletti magasságig honos. Fán lakó faj, többnyire a Pandanus fajok levelein található.

## Megjelenése
Kis méretű Guibemantis faj. A hímek testhossza 16–23 mm, a nőstényeké 17–28 mm. Feje szélesebb, mint testének többi része. Orrnyílásai közelebb helyezkednek el orrcsúcsához, mint a szemeihez. Hallószerve jól kivehető. Karjai vékonyak, ujjai végén mérsékelten megnövekedett korongok vannak; hátsó lába robusztus. Mellső lábán nincs úszóhártyája. Háti bőre mérsékelten, hasi bőre erősen szemcsés. Színe sárgás vagy sárgásbarna. A hímeknek páros hanghólyagjuk és jól fejlett combmirigyeik vannak. Az ivarérett hímek hanghólyagja fehéres színű.

## Természetvédelmi helyzete
A vörös lista a veszélyeztetett fajok között tartja nyilván. Fő veszélyt élőhelyének elvesztése jelenti számára.